# Цілинний (Хабарський район)
Ціли́нний (рос. Целинный) — селище у складі Хабарського району Алтайського краю, Росія. Входить до складу Коротояцької сільської ради.

## Населення
Населення — 592 особи (2010; 638 у 2002).
Національний склад (станом на 2002 рік):
- росіяни — 96 %